# Bathyteuthis bacidifera
Bathyteuthis bacidifera är en bläckfiskart som beskrevs av Johannes August Christian Roper 1968. Bathyteuthis bacidifera ingår i släktet Bathyteuthis och familjen Bathyteuthidae. Inga underarter finns listade i Catalogue of Life.